# Glee club

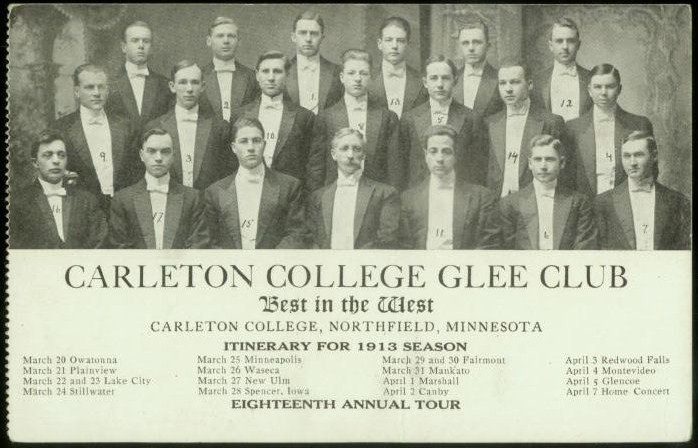
Carleton College Glee Club, 1913.

I glee club sono gruppi musicali, storicamente composti da voci maschili, ma anche da donne o voci miste, tradizionalmente specializzati nell'esecuzione di brevi canzoni, eseguite da trii o quartetti. Il primo glee club è stato fondato a Londra nel 1787, in seguito diventarono molto popolari nel Regno Unito, da allora fino alla metà del 1850. Nel corso degli anni vennero progressivamente sostituiti da gruppi corali.
Entro la metà del XX secolo i glee club erano molto rari, ma tuttavia il termine rimase, e rimane tuttora, per identificare cori fondati in college o università giapponesi o dell'America settentrionale.
Il più antico glee club negli Stati Uniti è l'Harvard Glee Club, fondato nel 1858. Ad esso seguirono la fondazione dell'University of Michigan Men's Glee Club nel 1859, del Yale Glee Club nel 1861, del Penn Glee Club nel 1862, dell'USNA Men's Glee Club nel 1861-1862, mentre il Cornell University Glee Club fu istituito nel 1868.

## Televisione
Un tipo di glee club è inoltre rappresentato nella serie televisiva Glee, con il club "Nuove Direzioni" di William Schuester (Matthew Morrison) e con i protagonisti tra cui Rachel Berry (Lea Michele) e Finn Hudson (Cory Monteith).